# Geuzeneiland
Het Geuzeneiland, ook wel Kindereiland genoemd, is een eilandje gelegen in het uiterste zuidoosten van de Amsterdamse wijk Geuzenveld ten zuiden van de Geleyn Bouwenszstraat en ten noordwesten van het Sloterpark. Het eilandje ligt omgeven door een driehoek van naamloze sloten met aan de oevers rondom een bomenrij. Ten westen en zuidwesten van het eiland ligt het Sportpark Ookmeer met onderwijsinstellingen.
Het eilandje is bij de bouw van de tuinstad Geuzenveld in de tweede helft van de jaren vijftig aangelegd. Het ligt ten zuiden van een rosarium en bewaakte speeltuin en zou volgens het ontwerp van 1961 voor alle bewoners bestemd zijn. Naast een speelweide zou het eiland voorzieningen krijgen als een openluchttheater, een voliére met exotische vogels en een terrarium wat echter nooit is gerealiseerd. Door gebrek aan financiën voor onderhoud had de natuur vrij spel.
Het eiland werd toen vooral gebruikt door de schooljeugd die daar zonder gevaar voor het verkeer kon spelen en sporten, al dan niet onder begeleiding van volwassenen, leerkrachten of gemeentelijke medewerkers. Ook kon er in de zomer een zomerkamp worden georganiseerd waarbij dan op het eiland in tenten kon worden overnacht. Op het eiland staat ook een clubgebouwtje met kleedkamers en ruimte voor de leiding.
Het eiland is niet vrij toegankelijk en oorspronkelijk door middel van een trekpontje verbonden met de vaste wal. Het trekpontje bestond uit een tweetal ovaalvormige drijvers met in het midden een zestal ronde metalen platen die bij het aanmeren precies paste op een zestal ronde stenen aan beide oevers. Omdat het eilandje hoger ligt dan de andere oever kon men met een trap eveneens in de vorm van ronde stenen naar boven komen. Dit trekpontje kende geen zelfbediening maar kon handmatig door een medewerker met een kabel naar zich worden toegetrokken en daarmee het eiland al dan niet toegankelijk maakte. De bediening kon worden vergrendeld om gebruik door onbevoegden te voorkomen. In de winter bij betrouwbaar ijs op de sloten konden onbevoegden echter wel het eiland vrij betreden.

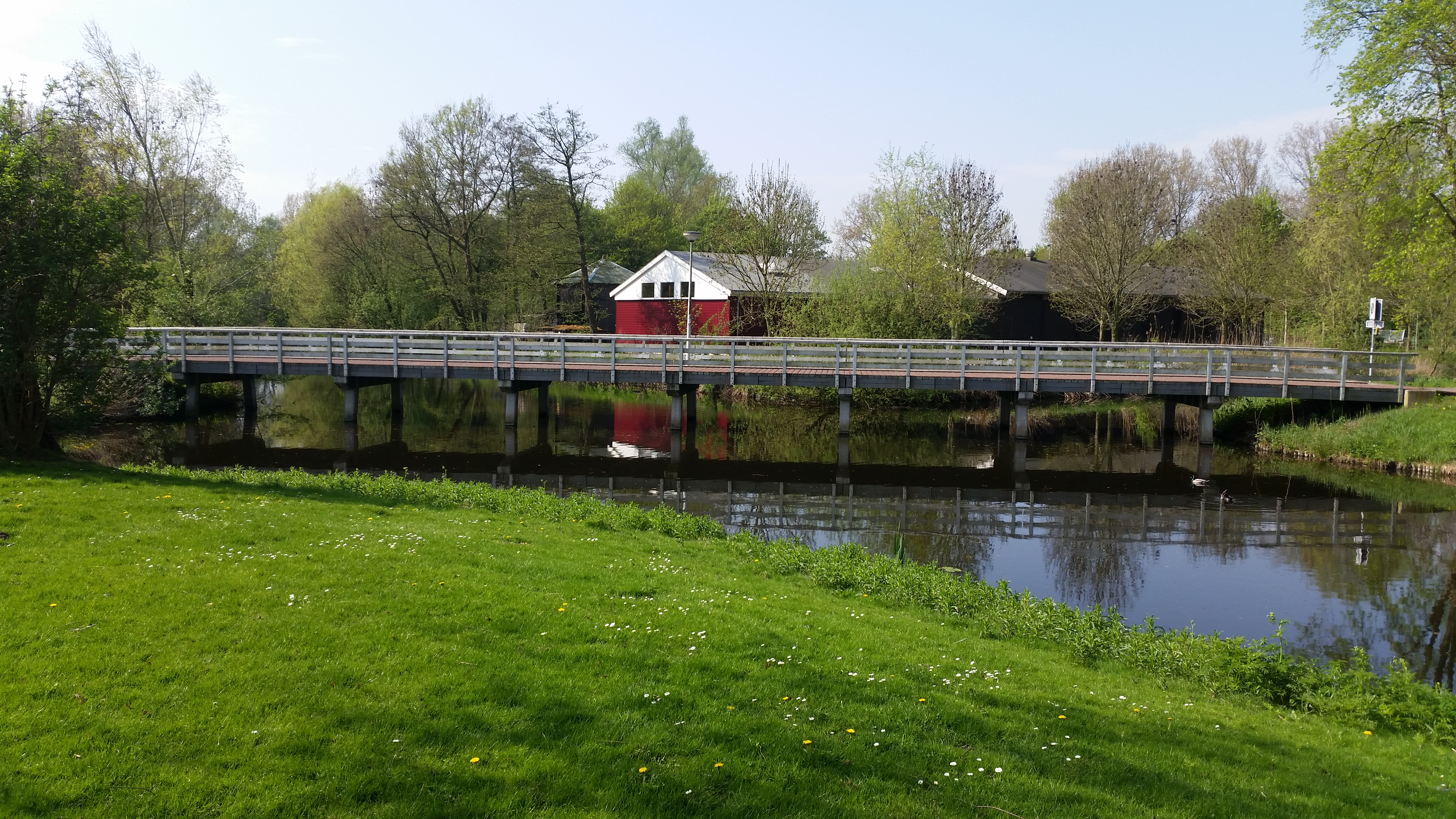
Brug 2372 met op de achtergrond het Geuzeneiland met manege in 2018

Sinds 1964 werd er op paarden gereden, aanvankelijk alleen bij zomerkampen, sinds 1966 wordt er ook les gegeven. Het paardrijden groeide uit tot de belangrijkste activiteit op het eiland, de eerste decennia onder verantwoordelijkheid van de gemeente. Sinds 2013 valt de manege onder een zelfstandige stichting.
In juni 1972 vond er op het Geuzeneiland een pop-weekend plaats. Dit werd georganiseerd door jongerencentrum Buddha. Optredende bands : Grim Harvest , Scapa Flow , Space 7 en Nada (Doest).
Op zaterdag 1 en zondag 2 juni 1974 vond er op het Geuzeneiland een jeugdmuziekfestival plaats. Dit werd georganiseerd door Buurtcentrum Geuzenveld, Jongerencentrum Kwak en Jongerencentrum Buddha. Er werden Nederlandse bands gecontracteerd : Earth and Fire, Livin Blues, Space Seven, Acton Green, Sight, Sail, Distance, The Dutch Rythem Steel Orchestra, Bonnie st Claire met Unit Gloria, Catapult, Jeugd en muziek, de Hobo String Band, Toni Macaroni and the swinging devils, Bintangs en Shoes. Door een slechte promotiecampagne en tegenvallende bezoekersaantallen traden veel artiesten niet op. 
Het trekpontje werd in 1987 vervangen door een vaste houten brug die met een hek kan worden afgesloten. Sinds 1974 was er tijdelijk ook een tweede toegangsbrug vanuit het Sloterpark die afgesloten kon worden met een hek, van belang voor de paarden die niet over het trekpontje konden lopen.